# Karl Kurzmayer
Karl Kurzmayer, auch Carl Kurzmayer und Károly Kurzmayer (* 28. November 1901 in Wien; † 24. Januar 1972 ebenda) war ein österreichischer Kameramann.

## Leben
Nach einer Fotografenlehre während des Ersten Weltkrieges erhielt er bei der Filmfirma Pathé eine Ausbildung zum Kameramann. Ab 1918 war er als untergeordneter Kameramann an verschiedenen Filmproduktionen beteiligt. In den 1920er Jahren arbeitete er in dieser Funktion und als Dokumentarfilmer in Deutschland, Ungarn, Spanien und in den USA.
Im Alter von 30 Jahren wurde er Lehrer an der Belgrader Filmakademie. Erst ab 1933 drehte er Spielfilme als Chefkameramann. Von 1936 bis 1938 arbeitete Kurzmayer in Budapester Ateliers, danach wieder in Wien. Abgesehen von seiner Mitwirkung an der Propaganda-Dokumentation Kampf um Norwegen drehte er vorwiegend heitere Filmkomödien, die oft in Wien spielten. Er wurde am Baumgartner Friedhof bestattet.

## Filmografie
- 1933: Mysterium des Geschlechtes
- 1934: Karneval und Liebe
- 1935: Die beiden Stoffl
- 1936: Ember a híd alatt
- 1936: Unsterbliche Melodien
- 1936: Szenzáció
- 1936: Három sárkány
- 1936: Hannerl und ihre Liebhaber
- 1936: Dunaparti randevú
- 1937: Lovagias ügy
- 1937: Úrilány szobát keres
- 1937: Viki
- 1937: Pusztai szél
- 1937: Torockói menyasszony
- 1937: Szerelemböl nösültem
- 1938: Két fogoly
- 1938: Maga lesz a férjem
- 1938: Te csak pipálj Ladányi
- 1938: A harapós férj
- 1938: Fekete gyémántok
- 1938: Borcsa Amerikában
- 1939: János vitéz
- 1939: Fehérvári huszárok
- 1939: Érik a búzakalász
- 1939: Anton der Letzte
- 1939: Fräulein Figaro
- 1939: Schwarz gegen Blond
- 1939: Eins zu Eins
- 1940: Sieben Jahre Pech
- 1940: Kampf um Norwegen
- 1941: Wir bitten zum Tanz
- 1944: Der Wille zum Leben
- 1946: Der weite Weg
- 1947: Die Welt dreht sich verkehrt
- 1947: Wiener Melodien
- 1948: Hin und her
- 1948: Die Sonnhofbäuerin (auch Co-Regie)
- 1948: Die Schatztruhe (Regie und Drehbuch)
- 1949: Wilderernacht (Liebesprobe)
- 1951: Das gestohlene Jahr
- 1951: Schwindel im Dreivierteltakt
- 1951: Valentins Sündenfall
- 1953: Die große Schuld
- 1953: Im Krug zum grünen Kranze (Die 5 Karnickel)
- 1954: Unsterblicher Mozart
- 1954: Sonne über der Adria
- 1955: Laß die Sonne wieder scheinen
- 1955: Die Wirtin an der Lahn
- 1955: Götz von Berlichingen